# Semen Yakubov
 (signalé en mai 2025).
Si vous disposez d'ouvrages ou d'articles de référence ou si vous connaissez des sites web de qualité traitant du thème abordé ici, merci de compléter l'article en donnant les références utiles à sa vérifiabilité et en les liant à la section « Notes et références ».
- Archive Wikiwix
- Bing
- Cairn
- DuckDuckGo
- E. Universalis
- Gallica
- Google
- G. Books
- G. News
- G. Scholar
- Persée
- Qwant
- (zh) Baidu
- (ru) Yandex
- (wd) trouver des œuvres sur Wikidata

Semen Yakubov est un copilote russe de rallye automobile né le 17 juillet 1947 à Kourgan. Il remporte sept fois le Rallye Dakar dans la catégorie camion avec le pilote russe Vladimir Chagin (2000, 2002, 2003, 2004, 2006, 2010 et 2011).

## Résultats au Paris-Dakar
| Année | Catégorie                                         | Constructeur                                      | Position                                          | Victoires d'étape                                 | Pilote                                            |
| ----- | ------------------------------------------------- | ------------------------------------------------- | ------------------------------------------------- | ------------------------------------------------- | ------------------------------------------------- |
| 1996  | Camion                                            | Kamaz                                             | 30e                                               | -                                                 | Vladimir Chagin                                   |
| 1998  | Camion                                            | Kamaz                                             | Ab.                                               | -                                                 | Vladimir Chagin                                   |
| 2000  | Camion                                            | Kamaz                                             | 1er                                               | 4                                                 | Vladimir Chagin                                   |
| 2001  | Camion                                            | Kamaz                                             | Ab.                                               | 5                                                 | Vladimir Chagin                                   |
| 2002  | Camion                                            | Kamaz                                             | 1er                                               | 7                                                 | Vladimir Chagin                                   |
| 2003  | Camion                                            | Kamaz                                             | 1er                                               | 2                                                 | Vladimir Chagin                                   |
| 2004  | Camion                                            | Kamaz                                             | 1er                                               | 4                                                 | Vladimir Chagin                                   |
| 2005  | Camion                                            | Kamaz                                             | 18e                                               | 6                                                 | Vladimir Chagin                                   |
| 2006* | Camion                                            | Kamaz                                             | 1er                                               | 7                                                 | Vladimir Chagin                                   |
| 2007  | Camion                                            | Kamaz                                             | Ab.                                               | 2                                                 | Vladimir Chagin                                   |
| 2008  | annulé – remplacé par le Rallye d'Europe centrale | annulé – remplacé par le Rallye d'Europe centrale | annulé – remplacé par le Rallye d'Europe centrale | annulé – remplacé par le Rallye d'Europe centrale | annulé – remplacé par le Rallye d'Europe centrale |
| 2009  | Camion                                            | Kamaz                                             | 2e                                                | 4                                                 | Vladimir Chagin                                   |
| 2010  | Camion                                            | Kamaz                                             | 1er                                               | 9                                                 | Vladimir Chagin                                   |
| 2011  | Camion                                            | Kamaz                                             | 1er                                               | 7                                                 | Vladimir Chagin                                   |